# Rebecca (2020)
Rebecca (no Brasil, Rebecca - A Mulher Inesquecível) é um filme de suspense e romance dirigido por Ben Wheatley e escrito por Jane Goldman, Joe Shrapnel e Anna Waterhouse. É baseado no romance de 1938 do mesmo nome de Daphne du Maurier.
Estrelado por Lily James, Armie Hammer, Kristin Scott Thomas, Tom Goodman-Hill, Keeley Hawes, Sam Riley e Ann Dowd, o filme foi lançado em 21 de outubro de 2020 na Netflix.

## Premissa
Uma jovem recém-casada se vê lutando contra a sombra da falecida primeira esposa de seu marido, a misteriosa Rebecca.

## Elenco
- Lily James como Sra. de Winter
- Armie Hammer como Maxim de Winter
- Kristin Scott Thomas como Sra. Danvers
- Tom Goodman-Hill como Frank Crawley
- Keeley Hawes como Beatrice Lacy
- Sam Riley como Jack Favell
- Ann Dowd como Sra. Van Hopper
- Ben Crompton como Hebert Duvall
- Mark Lewis Jones como Inspetor Welch
- Jane Lapotaire como a avó
- Ashleigh Reynolds como Robert

## Produção
Foi anunciado em novembro de 2018 que Lily James e Armie Hammer seriam escalados para o filme, que seria dirigido por Ben Wheatley enquanto a Netflix faria a distribuição. Em maio de 2019, Kristin Scott Thomas, Keeley Hawes, Ann Dowd, Sam Riley e Ben Crompton se juntaram ao elenco do filme.
As filmagens começaram em 3 de junho de 2019. Cranborne Manor em Dorset foi usada para filmagem em julho de 2019.[carece de fontes?] As filmagens aconteceram em Hartland Quay em Devon no final de julho de 2019.

## Lançamento
O filme foi lançado em 21 de outubro de 2020 na Netflix.

## Recepção
No agregador de críticas Rotten Tomatoes, o filme tem uma taxa de aprovação de 53% com base em 77 resenhas, com uma classificação média de 5,67 / 10. O consenso dos críticos do site diz: "O remake de Rebecca de Ben Wheatley é arrebatador de se ver, mas nunca chega a raiz do clássico original - ou realmente justifica sua própria existência." No Metacritic, tem uma pontuação média ponderada de 47 de 100, com base em 21 críticos, indicando "críticas mistas ou médias".
Peter Bradshaw do The Guardian deu ao filme 2 de 5 estrelas e escreveu: "Você pode sentir Wheatley... querendo se submeter a todo o horror bacanal dessa sequência, mas a própria história não o deixa. Esta Rebecca nos deixa com um mistério secundário - porque exatamente Wheatley queria fazer isso."